# Diversidad sexual en Hungría
Las personas LGBTI en Hungría se enfrentan a ciertos desafíos legales y sociales no experimentados por otros residentes. La homosexualidad es legal en Hungría tanto para hombres como para mujeres. La discriminación basada en la orientación sexual y el sexo registrado al nacer está prohibida en el país. Sin embargo, los hogares encabezados por parejas del mismo sexo no son elegibles para todos los mismos derechos legales disponibles para las parejas casadas heterosexuales. La unión registrada para parejas del mismo sexo se legalizó en 2009, pero el matrimonio entre personas del mismo sexo sigue estando prohibido. El gobierno húngaro ha aprobado una legislación que restringe los derechos civiles de los húngaros LGBT, como poner fin al reconocimiento legal de los húngaros transgénero y prohibir el contenido y las campañas LGBT para menores. Esta tendencia continúa bajo el gobierno de Fidesz de Viktor Orbán. En junio de 2021, Hungría aprobó una ley anti-LGBT sobre la prohibición de la "propaganda homosexual y transexual" efectiva desde el 1 de julio. Hasta ahora, diecisiete países de la UE han condenado la ley. Además, en julio de 2021, la Comisión de la Unión Europea inició acciones legales contra Hungría y Polonia por violaciones de los derechos fundamentales de las personas LGBTIQ: "Europa nunca permitirá que partes de nuestra sociedad sean estigmatizadas". Rusia implementó leyes similares en 2013.

## Legislación
El primer código penal húngaro que data de 1878, penalizó las relaciones homosexuales entre hombres con hasta un año de prisión. En 1962 la homosexualidad fue despenalizada, aunque la edad de consentimiento fijada en los 20 años era discriminatoria con respecto a las relaciones heterosexuales. En el código penal aprobado en 1978 la edad de consentimiento se redujo a los 18 años, aunque siguió siendo discriminatoria hasta que en 2002 una decisión de la Corte Constitucional equiparó la edad de consentimiento de relaciones homosexuales y heterosexuales, situada en los 14 años. 
En 2000, la Corte Constitucional sentenció que la prohibición de la discriminación por cualquier otra condición social establecida en la constitución húngara también se refiere a la orientación sexual. El decreto de salud pública establecido en 1997 introdujo un ley antidiscriminación. En 2003 entró en vigor el decreto de igualdad de trato y promoción de la igualdad de oportunidades que prohibió la discriminación basada en factores que incluyen la orientación sexual y la identidad de género en los ámbitos de empleo, educación, vivienda, salud y acceso a bienes y servicios. El ejército húngaro no establece ningún tipo de restricción para que las personas homosexuales puedan acceder al servicio militar. La inseminación artificial está vetada para las lesbianas, y las personas transexuales no poseen ninguna ley que reconozca la modificación registral.

## Parejas del mismo sexo
Hungría fue el primer país del antiguo bloque del Este en establecer una ley de parejas de hecho en 1996. Aún sin existir ningún movimiento organizativo que reclamara esta ley y a instancia del Tribunal Constitucional, el Országgyűlés, (Parlamento de Hungría), la aprobó por 207 votos frente a 73. La ley que se aplica a parejas con vínculos afectivos y económicos, independientemente del sexo de los componentes no establece un registro oficial. El registro de parejas es definido por el código civil como: “El emparejamiento de dos personas que viviendo en una comunidad emocional y económica en la misma vivienda, no están casados.” Esta ley da algunos derechos específicos y beneficios a dos personas que conviven juntas, pero éstos no se aplican automáticamente sino que el departamento social del gobierno local determina su consecución en cada caso. Este registro posibilita el acceso a la información médica de las parejas. La herencia es sólo reconocida mediante testamento, y la pensión de viudedad se aplica cuando la pareja ha convivido al menos 10 años.
La adopción individual no contempla ninguna restricción por razón de orientación sexual. Las adopciones conjuntas están prohibidas para parejas compuestas por personas del mismo sexo, así mismo está igualmente prohibida la adopción de los hijos de uno de los miembros de estas parejas.
El gobierno húngaro elaboró una nueva ley de unión civil más avanzada en 2007 que protegía tanto a parejas heterosexuales como homosexuales. La ley que fue aprobada por el parlamento, y que hubiera entrado en vigor el 1 de enero de 2009, fue invalidada por la Corte Constitucional al ver en ella una duplicación del matrimonio que se encuentra reconocido en la constitución como la unión de un hombre con una mujer. En febrero de 2009 el gobierno presentó una nueva ley esta vez específica para parejas formadas por personas del mismo sexo.
Según una encuesta realizada por el Eurobarómetro en 2006, un 18% de los húngaros apoya el matrimonio entre personas del mismo sexo mientras que un 13% respalda la adopción por parte de estas parejas. En diciembre de 2007 otra encuesta mostraba que el apoyo al matrimonio había evolucionado hasta el 35%.

## Situación social
Budapest fue la primera ciudad de los países del antiguo bloque comunista, que celebró el Orgullo Gay. La celebración que se realiza en verano y dura una semana, incluye un festival de cine, fiestas, y la marcha del orgullo gay propiamente dicha. El número de participantes se ha ido incrementando con cada edición, entre los que destaca personajes públicos como el alcalde de Budapest Gábor Demszky y la ministra de asuntos exteriores Kinga Göncz.
Existen muy pocos personajes públicos que reconozcan abiertamente su homosexualidad. Sin embargo hay alguna excepción, como la de Gabor Szetey Secretario de Estado para Recursos Humanos que se declaró públicamente gay en 2007 para denunciar la homofobia imperante en el este de Europa.
Existen varias asociaciones enfocadas a los derechos LGBT en Hungría, entre ellas destaca Háttér, fundada en 1995, que presta asesoramiento jurídico e información para la prevención del VIH entre otras actividades. La Labrisz Lesbian Association, asociación orientada a las lesbianas, surgida en 1999, destaca por la creación de la colección Labritsz donde se publican libros de temática lésbica. Existen otras asociaciones LGBT orientadas a campos específicos, como la asociación BadmintonG dedicada a este deporte, o la asociación de homosexuales cristianos Öt Kenyér.
La revista Mások, especializada en temas LGBT, publicó su primer número en 1991. La edición en papel fue suprimida en 2007, quedando únicamente su edición digital.  Hungría fue el país anfitrión del concurso Mister Gay Europa en 2007 y en 2008, y fue también sede de los Eurogames en 2011.

## Ley de homosexualidad de 2021
En junio de 2021, el gobierno de Hungría introdujo una ley que prohíbe la exhibición de "cualquier contenido que represente o promueva la reasignación de sexo o la homosexualidad" a menores. Un portavoz del gobierno húngaro afirmó que la prohibición está destinada a los contenidos que los niños "pueden malinterpretar y que pueden tener un efecto perjudicial en su desarrollo". Según un grupo de derechos humanos, "la nueva legislación propuesta por Fidesz frenaría gravemente la libertad de expresión y los derechos de los niños ... Esta medida pone en peligro [la] salud mental de los jóvenes LGBTQI y les impide acceder a la información ... y apoyo afirmativo ". David Vig de Amnistía Internacional afirmó que "estas propuestas, que tienen ecos oscuros de la 'ley de propaganda' anti-gay de Rusia, estigmatizarán aún más a las personas LGBTI, exponiéndolas a una mayor discriminación en lo que ya es un entorno hostil.
El parlamento húngaro votó a favor del proyecto de ley por 157 a 1. El presidente de Hungría firmó el proyecto de ley el 23 de junio de 2021 y entró en vigor 7 días después, el 1 de julio. y varias organizaciones LGBT y de derechos humanos condenaron la ley y la calificaron de violación de la Carta de los Derechos Fundamentales de la Unión Europea. La Federación de Rusia también tiene una ley similar (ley rusa de propaganda gay) implementada desde 2013. Diecisiete Estados miembros de la UE (Bélgica, Países Bajos, Luxemburgo, Dinamarca, Estonia, Finlandia, Francia, Alemania, Irlanda, Lituania, España, Suecia, Letonia, Grecia, Chipre, Italia y Austria) y varias organizaciones LGBT y de derechos humanos condenó la ley y la calificó de violación de la Carta de los Derechos Fundamentales de la Unión Europea. El primer ministro de los Países Bajos sugirió que Hungría abandonara la UE por completo, mientras que Polonia ha expresado su apoyo a la ley. En julio de 2021, la UE inició una demanda inmediata contra la ley de propaganda anti-LGBT implementada recientemente en Hungría mientras se anunciaba un referéndum.